# Fyter Fest (2019)
Fyter Fest (2019) foi um evento de wrestling profissional produzido pela All Elite Wrestling (AEW) e transmitido pelo B/R Live que ocorreu em 29 de junho de 2019 no Ocean Center. Isso foi o segundo evento produzido pela All Elite Wrestling (AEW) em Daytona Beach, Florida em conjunto com Community Effort Orlando (CEO) o evento jogo eletrônico de luta. O nome do evento é uma paródia do fraudulento Fyre Festival. O evento foi ao ar gratuitamente no serviço de streaming B/R Live na América do Norte e estava disponível através de pay-per-view internacionalmente. Foi a segunda edição do evento de wrestling profissional do CEO no Ocean Center, após o CEOxNJPW: When Worlds Collide do ano anterior, que teve o co-patrocínio da New Japan Pro-Wrestling (NJPW). Esse foi o primeiro evento da cronologia do Fyter Fest.
O card conteve nove lutas, incluindo três no pré-show The Buy In. No evento principal, Jon Moxley derrotou Joey Janela em uma luta não sancionada. Em outras lutas de destaque, The Elite (Kenny Omega, Matt Jackson e Nick Jackson) derrotaram os Lucha Brothers (Pentagón Jr. e Rey Fénix) e Laredo Kid em uma luta de trios, e Cody x Darby Allin terminou em um empate por limite de tempo.

## Produção

### Conceito
Em junho de 2018, Community Effort Orlando (CEO) fez parceria com a New Japan Pro-Wrestling (NJPW) para produzir o primeiro programa de wrestling profissional do CEO, chamado CEOxNJPW: When Worlds Collide. O show aconteceu como parte do evento do jogo de luta da CEO. Para o evento de jogos de 2019, a CEO fez parceria com a All Elite Wrestling (AEW), que foi fundada no início daquele ano em janeiro. Essa parceria veio por meio do vice-presidente executivo e lutador da AEW, Kenny Omega, um ex-lutador proeminente da NJPW que foi responsável pela organização do evento de 2018. Por meio dessa parceria, a AEW produziu um segundo show de wrestling para a CEO chamado Fyter Fest. O nome, logotipo e slogan do evento parodiavam o fraudulento Fyre Festival.
Após o evento inaugural Double or Nothing da AEW em maio, o Fyter Fest foi agendado como o segundo evento da empresa, que aconteceu em 29 de junho de 2019, no Ocean Center em Daytona Beach, Flórida, mesmo local do evento CEOxNJPW do ano anterior. Em 10 de junho, foi anunciado que o Fyter Fest iria ao ar gratuitamente nos Estados Unidos no serviço de streaming B/R Live e estaria disponível em pay-per-view internacionalmente.

### Rivalidades
Fyter Fest compreendeu nove lutas de wrestling profissional que envolveram diferentes lutadores de rivalidades. Os lutadores retratavam heróis, vilões ou personagens menos distinguíveis em eventos roteirizados que criavam tensão e culminavam em uma luta livre ou uma série de lutas. As histórias foram produzidas na série do YouTube dos Young Bucks, Being The Elite , e na série do YouTube Nightmare Family, de Cody, The Road to Fyter Fest.
No Being The Elite, foi mostrado que Joey Janela havia confrontado Jon Moxley logo após a estreia deste último no Double or Nothing. Durante o segmento, Janela riu de Moxley e acendeu um cigarro. Moxley pegou o cigarro, fumou um trago rápido e soprou a fumaça no rosto de Janela antes de sair. Alguns dias depois, uma luta entre os dois foi marcada para o Fyter Fest. Pouco antes do evento, sua luta foi considerada uma luta não sancionada.
No Double or Nothing, o cinturão do AEW World Championship foi revelado pela lenda do wrestling Bret Hart. Hart trouxe Adam Page, que venceu a Casino Battle Royale do pré-show para disputar o título (posteriormente confirmado para All Out). Eles foram interrompidos por MJF, que provocou Hart e Page. Page foi atacar MJF, que recuou. Enquanto MJF tentava sair da arena, ele foi confrontado por Jungle Boy e Jimmy Havoc. Page, Jungle Boy e Havoc então começaram a atacar MJF. Em segmentos humorísticos no Being The Elite, Page queria uma luta contra MJF no Fyter Fest, mas foi mal interpretado e lutas contra Jungle Boy e Havoc, respectivamente, foram promovidas até que finalmente foi anunciado que Page, Jungle Boy, Havoc e MJF se enfrentariam em um luta four-way no evento.
Durante o pré-show do CEOxNJPW em junho de 2018, o organizador do CEO Alex Jebailey derrotou Michael Nakazawa. No Being The Elite um ano depois, uma revanche entre os dois foi marcada para o pré-show do Fyter Fest e como uma luta hardcore.
Antes do evento, foi anunciado que os Best Friends (Chuck Taylor e Trent Beretta), SoCal Uncensored (representado por Frankie Kazarian e Scorpio Sky), e Private Party (Isiah Kassidy e Marq Quen) se enfrentariam em uma luta three-way de duplas no pré-show do Fyter Fest com a equipe vencedora avançando para o All Out em 31 de agosto para uma oportunidade de avançar na primeira rodada do torneio pelo AEW World Tag Team Championship.

## Evento
| Função               | Name                       |
| -------------------- | -------------------------- |
| Comentaristas        | Jim Ross (PPV)             |
| Comentaristas        | Excalibur (Pre-show + PPV) |
| Comentaristas        | Goldenboy (Pre-show + PPV) |
| Comentaristas        | Logan Sama (Pre-show)      |
| Comentaristas        | Kip Sabian (Four-way)      |
| Anunciador de ringue | Justin Roberts             |
| Árbitros             | Aubrey Edwards             |
| Árbitros             | Bryce Remsburg             |
| Árbitros             | Rick Knox                  |

### The Buy In
Três luta ocorreram durante o Buy In. Na primeira luta, os Best Friends (Chuck Taylor e Trent Beretta), SoCal Uncensored (Frankie Kazarian e Scorpio Sky) e Private Party (Isiah Kassidy e Marq Quen) competiram para avançar para o All Out por uma oportunidade de avançar a primeira rodada no AEW World Tag Team Championship Tournament. Taylor e Beretta executaram um Strong Zero em Kassidy para vencer.
Em seguida, Allie enfrentou Leva Bates. Allie aplicou um Superkick em Bates para vencer.
Por fim, Michael Nakazawa enfrentou Alex Jebailey em uma luta Hardcore. Nakazawa imobilizou Jebailey com um roll up para vencer.

### Lutas preliminares
O evento foi aberto com Christopher Daniels enfrentando Cima. Cima executou um Meteora em Daniels para vencer.
Em seguida, Riho, Yuka Sazaki e Nyla Rose competiram em uma luta three-way. Riho imobilizou Rose com um roll up para vencer.
Depois disso, Adam Page, MJF, Jungle Boy e Jimmy Havoc lutaram em uma luta four-way. Page executou um Dead Eye em Havoc para vencer.
Mais tarde, Cody enfrentou Darby Allin. No final, Cody executou um Cross Rhodes em Allin, mas durante a imobilização, como a árbitra Aubrey Edwards havia contado até dois, a campainha soou para indicar o fim do tempo limite de 20 minutos. Como resultado, a luta foi considerada um empate. Após a luta, Shawn Spears apareceu e atingiu Cody com uma cadeira na cabeça de Cody, fazendo Cody sangrar.
Na penúltima luta, The Elite (Kenny Omega, Matt Jackson e Nick Jackson) enfrentaram os Lucha Brothers (Pentagon Jr e Rey Fenix) e Laredo Kid. Omega executou um One-Winged Angel em Kid para vencer.

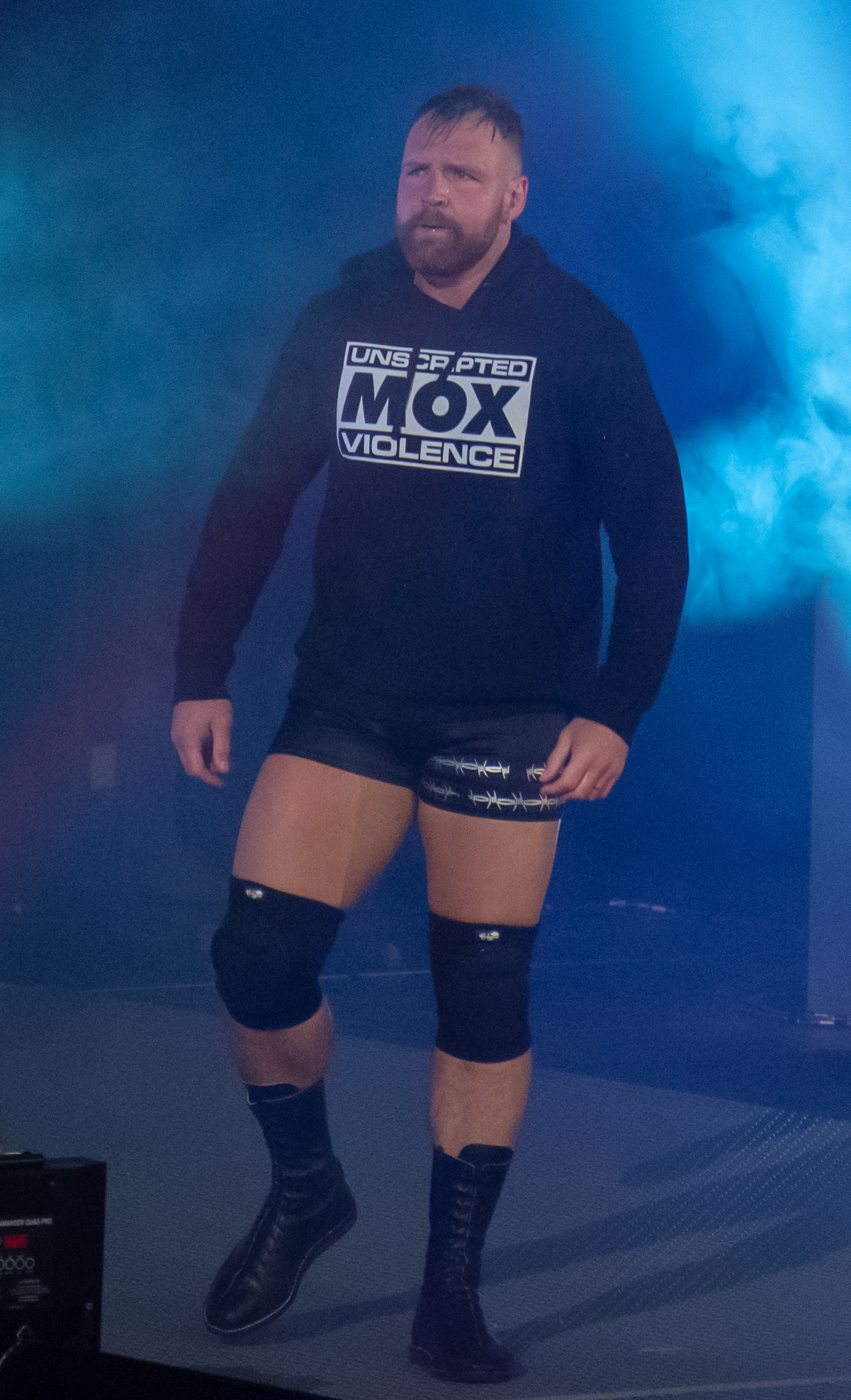
Jon Moxley realizou sua primeira luta na AEW durante o Fyter Fest derrotando Joey Janela em uma luta não sancionada.

### Evento principal
Na disputa final do evento, Jon Moxley enfrentou Joey Janela em uma luta não sancionada, luta não reconhecida oficialmente pela AEW. Janela executou um Russian Legsweep fora do apron do ringue através de uma mesa em Moxley. Moxley jogou Janela através de uma mesa. Janela executou um Death Valley Driver através de uma placa de arame farpado em Moxley para um nearfall. Janela executou um Elbow Drop de uma escada através de uma mesa no chão em Moxley. Moxley executou um Snap Double Underhook DDT e um Death Valley Driver através de uma placa de arame farpado em Janela. Moxley executou um Rolling Release Suplex nas tachinhas em Janela e jogou Janela nas tachinhas. Moxley realizou um Paradigm Shift nas tachinhas em Janela para vencer. Após a luta, Kenny Omega apareceu. Omega executou um V-Trigger e um Piledriver em uma mesa quebrada no chão em Moxley. Omega executou um Springboard Double Foot Stomp na mesa quebrada em Moxley. No palco, Omega atingiu Moxley com uma guitarra e uma lata de lixo. Omega executou um Snap Double Underhook DDT na lata de lixo em Moxley. Os oficiais escoltaram Moxley para fora quando o evento terminou.

## Recepção
Cerca de 4.200 ingressos foram vendidos para o show, com cerca de 5.000 presentes. De acordo com Dave Meltzer do Wrestling Observer Newsletter, esse número foi "ótimo para uma empresa sem [programa] de televisão e acima do que os house shows em mercados desse tamanho estão fazendo, mesmo para a WWE". No America's BR Live , o Fyter Fest registrou 350.000 espectadores únicos no total para a exibição inicial, embora o número médio de espectadores do BR Live durante o show em si tenha sido de 140.000. Meltzer escreveu que isso foi "considerado um sucesso" para o BR Live. Nos mercados não americanos, houve cerca de 14.000 compras de pay-per-view na Internet via FITE TV , "muito bom" de acordo com Meltzer.
Meltzer também escreveu que o Fyter Fest "teve uma reação geralmente favorável". A The Elite contra Laredo Kid e o Lucha Bros foi a luta com melhor classificação em 4,50 estrelas. Moxley-Janela, avaliado com 4,25 estrelas, foi "ótimo para o que era": uma luta com "pontos extremamente chocantes". As próximas lutas com classificação mais alta foram a luta de duplas do pré-show e Cody-Darby Allin com 3,75 estrelas. As lutas de Allie-Leva e Nakazawa-Jebailey receberam "a maior parte da negatividade", mas a cadeirada de Shawn Spears para Cody também recebeu a "indignação" dos fãs.
Grande parte da discussão após o evento foi devido a cadeirada que Cody Rhodes levou na cabeça de Shawn Spears após sua luta com Darby Allin, que exigiu a inserção de 12 grampos cirúrgicos, com Jim Ross mencionando no ar sobre longos preocupações de saúde a longo prazo para Rhodes. Os Young Bucks afirmaram em uma entrevista após o evento que a cadeira foi "inventada" para fazer a foto da cadeira parecer desprotegida (enquanto permanece segura), mas algo deu errado, causando a laceração na cabeça. A AEW recebeu críticas da indústria por permitir a vaga devido a preocupações com traumatismo craniano e CTE; em contraste, a WWE proibiu legitimamente cadeiradas na cabeça após o duplo assassinato e suicídio de Chris Benoit.

## Após o evento
Poucos dias depois do Fyter Fest, foi confirmada a revanche entre The Elite (Kenny Omega, Matt Jackson e Nick Jackson) e os Lucha Brothers (Pentagón Jr. e Rey Fénix) e Laredo Kid para o evento da AAA, Triplemanía XXVII, no dia 3 de agosto de 2019.
Shawn Spears desafiou Cody para uma luta no All Out que foi oficializada.

## Resultados
| Nº                                          | Resultados | Estipulações | Tempo |
| ------------------------------------------- | --- | --- | ----- |
| Pré- show                                   | Best Friends (Chuck Taylor e Trent Beretta) derrotaram SoCal Uncensored (Scorpio Sky e Frankie Kazarian) e Private Party (Isiah Kassidy e Marq Quen) | Luta Triple Threat de duplas Para avançar para o All Out para ter uma chance de avancar no torneio pelo AEW World Tag Team Championship | 16:00 |
| Pré- show                                   | Allie derrotou Leva Bates (com Peter Avalon) | Luta individual | 8:50  |
| Pré- show                                   | Michael Nakazawa derrotou Alex Jebailey | Luta Hardcore | 9:30  |
| 1                                           | Cima derrotou Christopher Daniels | Luta individual | 9:40  |
| 2                                           | Riho derrotou Yuka Sakazaki e Nyla Rose | Luta Triple Threat | 12:30 |
| 3                                           | Adam Page derrotou Jimmy Havoc e Jungle Boy (com Luchasaurus) e MJF                                                                                  | Luta Fatal 4-Way | 10:50 |
| 4                                           | Cody (com Brandi Rhodes) e Darby Allin lutaram ate um empate por limite de tempo                                                                     | Luta individual | 20:00 |
| 5                                           | The Elite (Kenny Omega, Matt Jackson e Nick Jackson) derrotaram Lucha Brothers (Pentagón Jr. e Rey Fénix) e Laredo Kid                               | Luta de trios | 20:50 |
| 6                                           | Jon Moxley derrotou Joey Janela | Luta não-sancionada | 20:00 |
| (c) – Refere-se aos campeões antes da luta. | | |       |